# Вамба
Вамба (умер в 680, 681 или 688) — король вестготов в 672—680 годах.

## Биография

### Происхождение

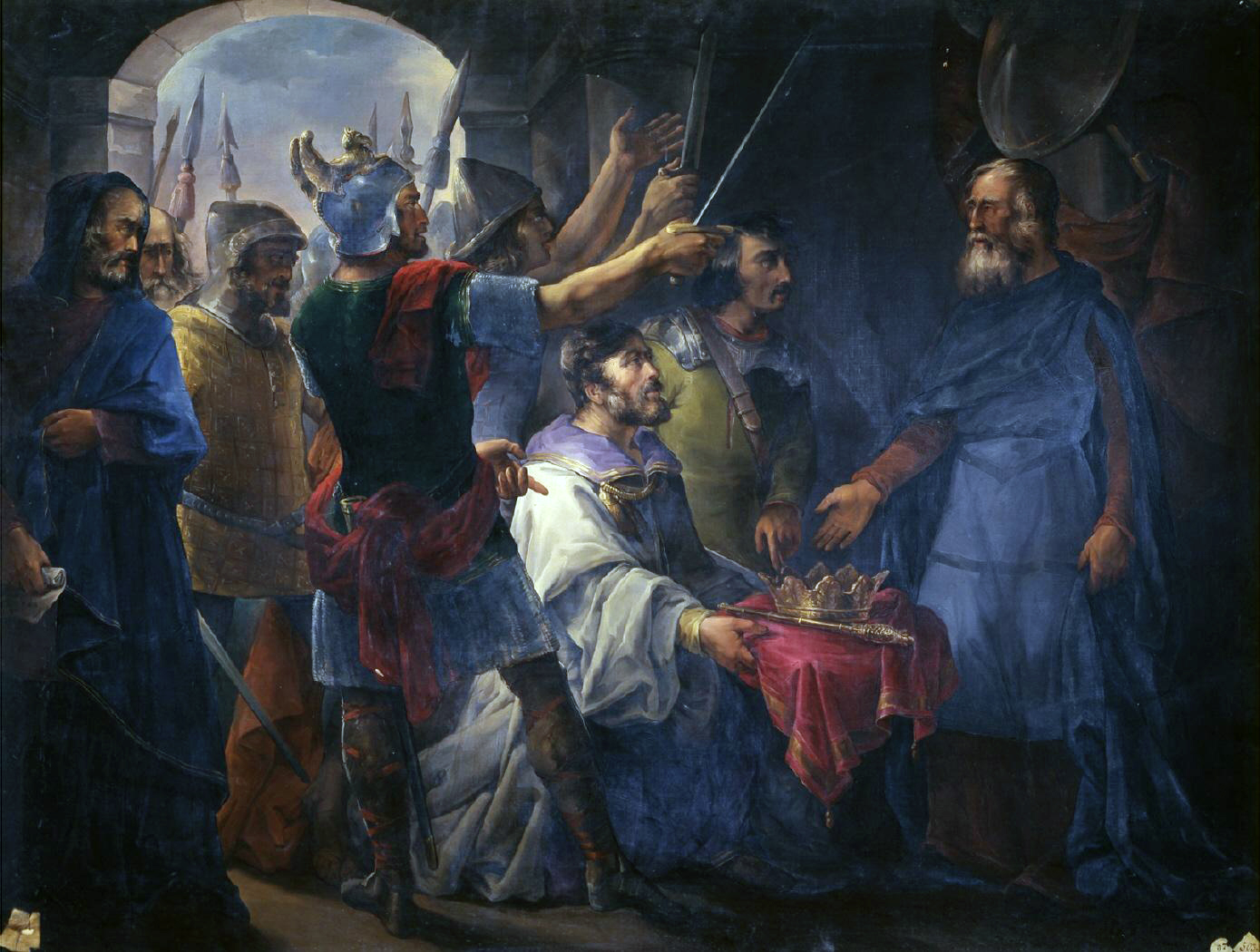
Избрание Вамбы королём. Картина Франсиско де Паула Ван Халена (1814—1887). Написана в 1843 году

Согласно одному преданию, Вамба родился в городке Эгитания, окруженном со всех сторон стеной, построенной во времена римского владычества (современное селение Иданья-а-Велья в Португалии). Испанская традиция провозглашает его родиной Галисию, округ Санта Мария-де-Досон, в старом доме со щитом. Мануэль де Соуза да Силва, португальский генеалог XVII века, в своей работе «Дворянские роды́, происходящие из Энтре-Дору-э-Минью», придерживается этой версии, добавляя, что Вамба происходил из рода вестготских королей, но обеднел и ко времени вступления на престол был простым крестьянином. Современные генеалоги видят в нём сына Тульги, так как его отец был свергнут в молодом возрасте, когда его сыновья были ещё детьми.
По самому распространённому мнению, Вамба родился и провёл детство в андалузском горном поселением Пухерра (или Буксарра, как она именовалась в прошлом) на берегу реки Хеналь, в Малаге на юге Испании. В настоящее время здесь же находятся руины Молино-де-Капилья («Часовенной мельницы»), и неподалёку находится деревушка Сенай, которую изредка также называют местом его рождения.
Однако, легенды о бедном происхождении Вамбы выглядят как-то недостоверно, и более правдоподобно смотрится версия о том, что Вамба ко времени вступления на престол был герцогом Лузитании, уже прославившимся военными успехами. В 656 году он присутствовал на Десятом Толедском соборе, где его роль свелась к предоставлению участникам собора завещания святого Мартина Брагского, которое иерархи противопоставили такому же акту недавно умершего епископа Рихимира. Последний завещал часть имущества Думийской церкви беднякам, а собор, используя завещания Мартина, выступавшего за целостность церковного имущества, завещание Рихимира отменил.

### Избрание на престол

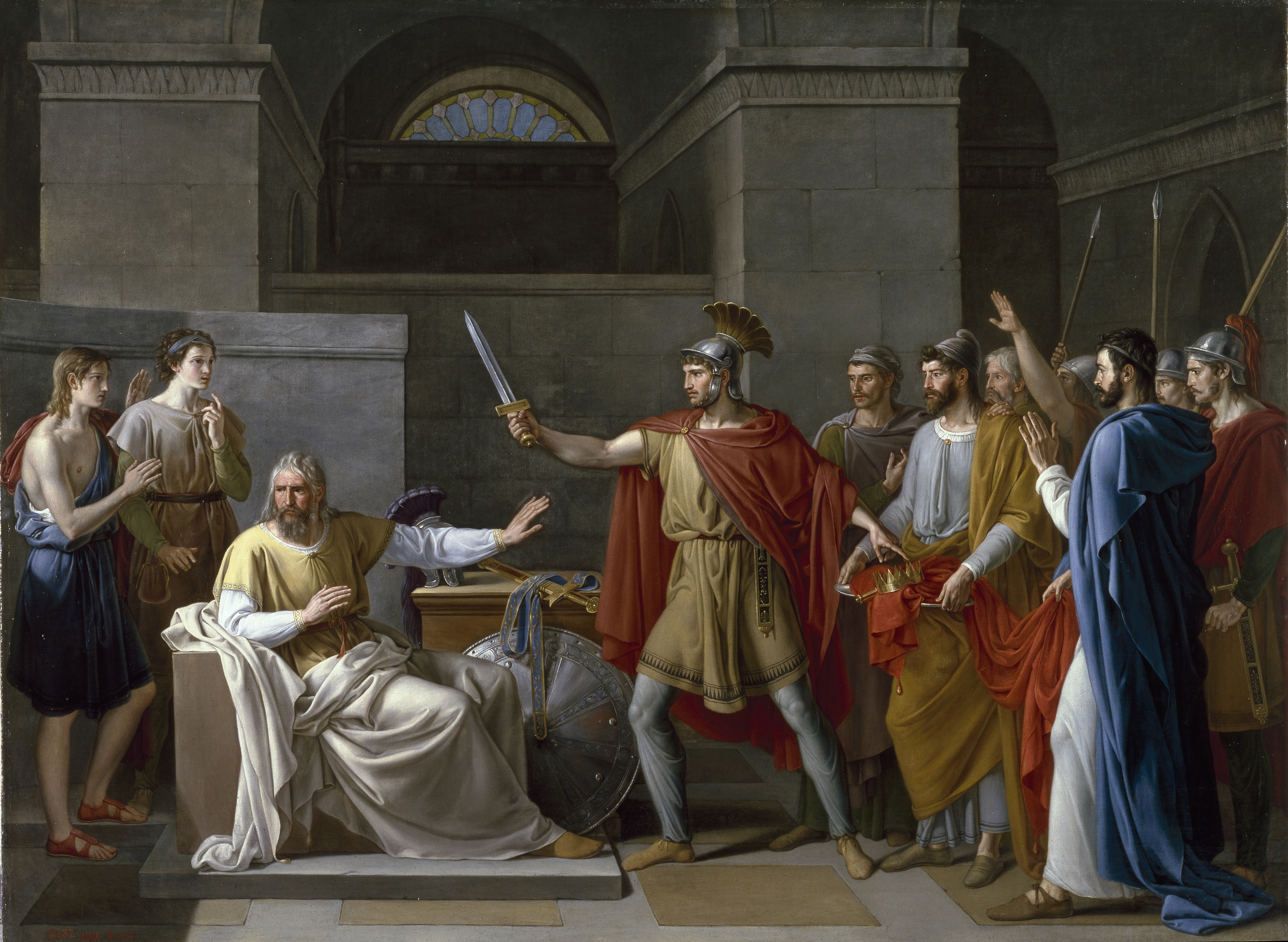
Вамба отказывается от короны. Картина Хуана Антонио Риберы (1779—1860)

1 сентября (в сентябрьские календы) 672 года в день смерти Реккесвинта придворной знатью единодушно королём был выбран Вамба. И Юлиан Толедский в своей книге «История короля Вамбы», и «Хроника Альфонсо III» отмечают, что сначала Вамба отказывался принять власть, но в конце концов должен был уступить требованию войска. Юлиан Толедский даже добавляет, что Вамба до тех пор не хотел брать власть, пока некий граф, выхватив меч, не пригрозил его убить, если он и дальше будет упорствовать. После избрания Вамбу немедленно доставили в Толедо и 19 сентября помазали на царствование в церкви святых Петра и Павла. Здесь впервые упоминается об обычае помазания при коронации вестготского короля, но сам обряд должен быть древнее, так как Юлиан Толедский говорит о нём как о чём-то само собой разумеющемся.

### Подавление мятежей

#### Начало мятежа в Нарбонской Галлии
Вамба был человеком уже в годах, но, тем не менее, он чрезвычайно энергично взялся за выполнение своих королевских обязанностей. Однако выбор Вамбы королём всё-таки устроил не всех. Практически сразу же по вступлении на престол ему пришлось столкнуться с мятежом в Септимании. Роль зачинщика мятежа, по словам Юлиана Толедского, молва приписывала Хильдерику, графу Нима. Его поддержали епископ Магалоны Гумильд и аббат Ранимир. Они схватили епископа Нима Арегия, сохранившего верность королю, и, заковав в кандалы, передали франкам. На его место Хильдерик назначил Ранимира.

#### Мятеж Павла
Как только слух о мятеже достиг Вамбы, тот послал на подавление его полководца Флавия Павла, родом иберо-римлянина. Однако последний сам поднял мятеж, захватил Нарбонну, несмотря на все усилия епископа этого города Ардебальда противостоять ему. После чего Павел короновался там королём, возложив на свою голову золотую корону, которую в своё время король Реккаред пожертвовал церкви святого Феликса в Жироне. После чего при поддержке Раносинда, герцога Тарраконской Испании и Хильдигиза, на тот момент занимавшего должность гардинга (придворный титул), и, заключив союз с франками и васконами, исконными врагами вестготов, начал готовиться к войне с Вамбой. Похоже, узурпатор Павел стремился к разделу страны, о чём свидетельствует его письмо к Вамбе, дошедшее до нас в трудах Юлиана Толедского. В своём письме он называет себя королём Запада, а Вамбу — королём Востока. Сильную финансовую поддержку Павлу оказали евреи, чья община в Нарбонской Галлии была довольно многочисленной и играла значительную роль в экономике региона.
Септимания занимала в Вестготском государстве особое место. Официально она именовалась Галлия, и этим названием вестготские короли поддерживали иллюзию своей власти в Галлии вообще. Она была отделена от Испании труднопроходимыми Пиренеями, и испанцы, как испано-римляне, так и вестготы, воспринимали её как отдельную часть королевства и её жителей как людей, отличных от испанцев, даже по нравам и бытовым различиям. Интересен тот факт, что септиманские епископы порой участвовали не только в испанских, но и в галльских соборах. Будучи пограничной провинцией, она поддерживала связи с франками. В то же время при возникновении каких-либо конфликтов с франками именно Септимания обычно оказывалась ареной первых франкских вторжений и первых столкновений между вестготами и франками. Вестготские короли внимательно следили за положением в этой провинции. И хотя вестготского населения там было немного, ведущее положение и в управлении провинцией, и в её церковной иерархии занимали готы. Поэтому присоединение Септимании к Павлу поставило Вамбу в трудное положение. Это положение ещё более ухудшилось, когда к Павлу примкнула также Тарраконская Испания.

#### Разгром васконов и переход через Пиренеи

Государство вестготов в 586—711 годах

В то время как разворачивались эти события, сам Вамба предпринял поход против васконов и о мятеже Павла узнал, находясь в Кантабрии. В течение семи дней он полностью разорил страну васконов, добился от них выдачи заложников и дани, после чего заключил с ними мир. Затем не мешкая он направился в Нарбонскую Галлию через Калаорру и Уэску. Первой из всех восставших городов под власть Вамбы сдалась Барселона, затем подчинилась Жирона. Подойдя к цепи Пиренейских гор, Вамба разделил войско на три отряда; так, что одна его часть отправилась в Каструм Ливии, главный город области Карритана, вторая — через город Авзон двинулась к центральному хребту Пиренеев, а третья проследовала по римской дороге, проходящей близ морского побережья. Стремительно захватив укрепления Кавколиберы (совр. Кольюр, фр. Collioure), Вультурария и Каструм Ливия на Пиренеях, Вамба вторгся в крепость Клаузуры. Там в его руки попали Раносинд и Хильдигиз, которые вышли на защиту крепости. Другой из заговорщиков, граф Виттимир, поставленный мятежниками комендантом крепости Сардонья, не смог удержать город и бежал к Павлу в Нарбонну. Захватив опорные пункты восставших в Пиренеях, Вамба вышел на равнину, здесь он соединил свои войска и двинулся на Нарбонну, поручив отдельному отряду вести войну на море.

#### Подавление восставших городов и осада Нима
Павел не стал дожидаться подхода войска Вамбы к Нарбонне и бежал в Ним, оставив защищать город Виттимира. В ходе ожесточённого штурма нападавшим удалось поджечь ворота и взобраться на стены. Овладев городом, они подавили восставших. Виттимир укрылся в церкви, грозя убить каждого, кто к нему подойдёт, но был оглушён доской и захвачен в плен. Следом сдались города Битерры (совр. Безье) и Агаф. В городе же Магалона епископ Гумильд, обнаружив, что королевское войско собралось для осады и город окружён не только теми, кто прибыл, чтобы сражаться на суше, но и подошедшими со стороны моря — чтобы вести бой с кораблей, бежал в Ним к Павлу. Оставшись без руководителя, Магалона также сдалась королевскому войску.
Совершив быстрый марш, Вамба 31 августа 673 года внезапно окружил Ним, где укрывался Павел со своими мятежниками и пришедшими к ним на помощь франками. Мятежники рассчитывали на подход к ним огромного войска франков и поэтому оказали отчаянное сопротивление. Целый день прошёл в ожесточенных боях. На следующий день Вамба, опасаясь, что франки могут напасть на него с тыла, пока он ведёт осаду, решил усилить натиск и взять город до прихода войска франков. Он ввёл в бой свой резерв — 10 000 воинов герцога Вандемира. Воодушевлённые прибытием подмоги, нападающие стали сражаться решительнее и вскоре овладели городскими стенами. Павел и его сторонники укрылись в амфитеатре. Взяв город, войско короля Вамбы распалось на отдельные отряды и занялось грабежами, неся огромные потери в столкновениях с жителями. В то же время и среди мятежников произошёл разлад; местные аристократы обвинили людей, пришедших с Павлом, в том, что те специально заманили их в ловушку и принялись их резать, рассчитывая этим заслужить помилование короля.
В сложившейся обстановке Павел принял решение сложить с себя знаки королевской власти и послал Аргебада, епископа Нарбонны, умолять Вамбу о помиловании. Как отмечает Юлиан Толедский, это произошло ровно через год после того, как Вамба был избран королём, 1 сентября 673 года.

#### Капитуляция Павла
Справедливо полагая, что если он немедленно не остановит резню, то в городе не останется жителей, которые могли бы заботиться о городе, Вамба пошёл на некоторые уступки, обещая сохранить жизнь местным жителям, замешанным в мятеже, не распространяя, впрочем, это помилование на главных зачинщиков восстания. На третий день после начала осады войско короля было выведено из города и построено в боевых порядках. В амфитеатр были посланы полководцы Вамбы, чтобы доставить Павла и других зачинщиков мятежа из глубин амфитеатра, где те скрывались, избегая смерти. Затем была пленена вся огромная и необузданная толпа галло-римлян и франков, собравшихся воевать с королём. Что касается чужеземцев — франков и саксов, воевавших на стороне Павла, — то Вамба, не желающий ухудшения отношений с франкскими королевствами, приказал обращаться с ними достойно. Франкские аристократы были обменены на вестготов, находившихся в плену у франков, прочие же, по прошествии восемнадцати дней после пленения, были просто отправлены на родину.

#### Отражение франкской угрозы
Затем Вамба позаботился о восстановлении разрушенного города, немедленно приказал заделать бреши в стенах, поставить новые ворота взамен сожженных, похоронить непогребённых и вернуть жителям отобранное у них имущество. После чего надо было готовится к отражению франкской угрозы, ибо войско франков под командованием герцога Лупа уже вторглось в область Битерр. Поэтому уже на пятый день после того как был захвачен Павел, Вамба выступил из города Ним, и быстрым маршем, сумев упредить расставленные против него вражеские засады, внезапно появился перед франками. Луп, не приняв боя, отступил.

#### Суд над мятежниками
Юлиан Толедский в своей книге подробно описывает суд над главарями мятежников. В приговоре, вынесенном Павлу и его сторонникам, называются имена 52 осужденных, и всех их можно смело причислить к правящему классу, так как простые люди, конечно же, не считались достойными упоминания. При этом, похоже, в данном случае речь шла о большей части септиманской аристократии и о некоторых представителях знати Тарраконской Испании. После того как церковный суд предал их всех анафеме, мирской суд постановил их всех казнить, с оговоркой, что если король всё же пожелает сохранить им жизнь, то полагается их всех ослепить. Имущество осужденных переходило королю. Сам Юлиан Толедский не упоминает, какая же кара постигла в конце концов главарей мятежа, но в Хронике Альфонсо III говорится, что Павел был подвергнут ослеплению. Такая же участь, видимо, постигла и остальных главарей мятежа. Евреи за содействие мятежу подверглись повсеместному изгнанию из городов Нарбоннской Галлии.

### Попытки укрепить армию

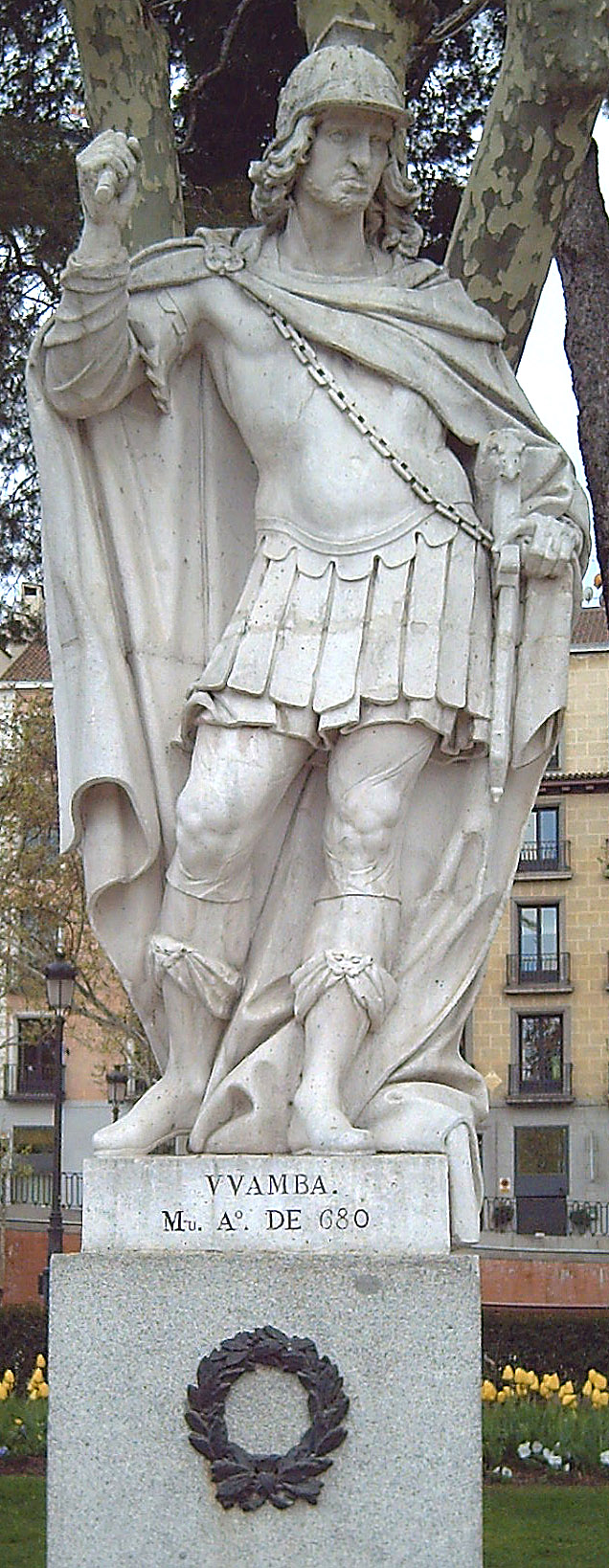
Вамба. Статуя в Мадриде (А. Карнисеро, 1750—1753)

Вестготское войско, в VI веке часто и успешно сражавшееся с франками, в VII веке утратило свою силу; одной из причин этого можно считать длительный мирный период. Более существенное основание составляет снижение численности свободных в армии. Ослабление войска явственно проявилось в походе Вамбы против Павла. Ещё в Испании войско начало совершать всевозможные преступления, грабежи, поджоги, насилия. Многие укрывались от военной службы.
Получив такой отрицательный опыт, Вамба 1 ноября 673 года издал «военный декрет». Согласно этому закону воинская повинность распространялась на всех жителей королевства. При первом известии о вторжении врагов или в случае внутренних волнений каждый епископ, герцог, граф, тиуфад, викарий, гардинг или любой человек, которому это поручено, должен тотчас составить войско, и все должны явиться по его приказу или непосредственно на театр военных действий, или место, расположенное от него не более чем на 100 миль. При этом защищать родину, народ, монарха или его наследников должны все жители королевства независимо от того, к какой «партии» они принадлежат. Это положение имело целью сплотить страну и не дать возможности уклониться от участия во внешней или гражданской войне под предлогом принадлежности к противной группировке. Епископы и прочие священники, окружавшие себя в VII веке, как и знать, вооруженной свитой, при Вамбе также были обязаны нести военную службу. А рабовладельцы должны были являться в армию со своими рабами. (Непосредственно в законе Вамбы рабы не упоминались. Однако в законе следующего короля Эрвига прямо говорится об обязанности рабовладельца привести в армию десятую часть своих рабов. Поскольку закон Эрвига был направлен на смягчение ряда положений закона Вамбы, то делается вывод, что Вамба распространил воинскую повинность и на рабов). Последнее положение противоречило и германским, и римским принципам и являлось несомненной новацией Вамбы. Поскольку существовали мелкие рабовладельцы, обладавшие всего двумя или тремя рабами, то ясно, что основная тяжесть нового закона ложилась на крупных собственников. Именно их отряды стали составлять основную часть вестготской армии. А это вело к тому, что в рамках единого войска появились по существу частные воинские части, подчиняющиеся не столько общему военному командиру, сколько своему господину. В первый момент это усилило армию, но в перспективе вело к её развалу.
Закон Вамбы предусматривал суровые наказания для ослушников, не выполнивших свой воинский долг при вражеском нападении: для высших чинов церкви и знати — вечное изгнание и конфискация всего имущества, для более низкого сословия — фактическое лишение гражданских прав и даже превращение в рабов фиска. Особенно суровые наказания предусматривались в случае уклонения от подавления внутреннего мятежа. Только официально засвидетельствованная болезнь могла освободить человека от воинской обязанности, но и в этом случае больной должен был направить в армию своих слуг, вооружив их за свой счёт.

### Недовольство знати и обычного люда
Это вызвало недовольство. Многие аристократы были недовольны самим фактом привлечения их рабов к военной службе, ибо это отвлекало от работ на господина. В церкви многие были возмущены привлечением клириков к военной службе. Недовольство Вамбой ширилось. Король принял активные меры против недовольных. Начались довольно жёсткие репрессии. Если верить преемнику Вамбы Эрвигу, то во всех пределах Испании были беспорядки и чуть ли не половина знати была лишена своего благородного положения, а число людей более низкого происхождения так уменьшилось, что порой стало невозможным на местах привлечь достаточное количество свидетелей на судебных сходках. Разумеется, это преувеличение, но сам факт беспорядков и репрессий, жертвами которых становились не только вельможи, но и рядовое население, несомненен.

### Создание новой служилой знати
Теряя в значительной степени поддержку знати, Вамба попытался такую поддержку найти в других слоях. Именно Вамба активно использовал рабов и отпущенников фиска в центральном правительственном аппарате, идя в этом случае по стопам Хиндасвинта. Как и тот, он, вероятно, стремился создать слой людей, лично ему преданных, которых он мог противостоять старой знати. С другой стороны, Вамба пытался противопоставить недовольной светской знати церковь, хотя и в церкви многие были королём недовольны, поскольку «военный закон» фактически лишал церковников многих их привилегий. С этой целью Вамба увеличивал количество епископов, уменьшая тем самым власть местных магнатов и пытаясь создать из местных епископов себе опору.

### Строительная деятельность

Золотой триенс Вамбы. Монетный двор Толедо. Вес — 1.43 г Диаметр — 20 мм. Надпись на аверсе: I.D.N.M.N. VVAMBA RX (Во имя Господа [сделал] Вамба король). Надпись на реверсе: TOLETO PIVS (Толедо. Благочестивый)

Согласно Мосарабской хронике, на третий год своего правления в 674 году Вамба обновил столицу своего государства город Толедо, украсив её великолепными и искусными зданиями и сооружениями. Реконструкции также подверглись крепостные сооружения города, значение которых уже не ограничивалось обороной. Монументальные стены и башни по римской традиции отстраивались для показа мощи и богатства вестготского владыки и потому были соответственно оформлены. Надвратным башням были присвоены имена святых великомучеников, о чём были сделаны соответствующие надписи: «О, святые, чьё присутствие озаряет сиё место, защищайте город и народ с непрестанной благосклонностью».
Также им были укреплены и другие места в его стране, такие, как, например, Фуэнтеррабия — важное стратегическое место на западной оконечности Пиренейских гор.
Вамба принял меры и в установлении финансовой дисциплины. Издавна в Вестготском королевстве существовало множество монетных дворов. И хотя все они считались королевскими и выпускали деньги по единому стандарту, само их множество делало контроль короля над денежной эмиссией довольно затруднительным. Вамба решительно сократил их количество. Права чеканить монету была лишена Нарбонна, видимо, в наказание за поддержку восстания Павла, бывший единственным монетным двором Септимании, а в Испании право выпускать деньги было предоставлено только провинциальным столицам, включая, естественно, Толедо. Это было несомненным знаком и следствием значительного укрепления власти короля. Демонстративная набожность Вамбы проявилась и в его чеканке: на монетах появляется крест, который иногда увенчивает голову короля.

### Арабская угроза
Уже при Вамбе на востоке — на северо-африканском побережье — появилась новая сила, которая надвигалась на полуостров. Это были арабы, успевшие к этому времени подчинить себе всю Переднюю Азию и Египет, откуда они продвигались всё дальше и дальше на запад. Хроника Альфонсо III относит ко времени Вамбы первое вторжение арабов на побережье Испании, утверждая, что 270 кораблей сарацин напали на государство вестготов, где они все погибли и были сожжены. Однако, так как в других источниках нет никакой информации об этом самом раннем рейде мусульман, историки считают данное сообщение этой хроники недостоверным. Вполне допустимы более мелкие рейды мусульман на побережье Андалусии, так как Мосарабская хроника, рассказывая о завоевании Испании арабами, упоминает, что мавры совершали уже «давно налеты» на побережье Пиренейского полуострова «и одновременно разрушили многие города».

### Церковные соборы и ослабление власти церкви
Считая свою власть достаточно укрепившейся и желая санкционировать это укрепление, Вамба в 675 году созвал XI Толедский собор. Целью его было провозглашение избавления страны от смут и убийств, терзавших её в течение 18 лет, со времени созыва предыдущего собора. Сам созыв собора можно было рассматривать как определённую уступку иерархам. Созывая этот собор, на котором присутствовали епископы и некоторые аббаты Испании и Нарбонской Галлии (то есть Септимании), Вамба в том же году разрешил созвать в Браге отдельный собор в Галисии. Видимо, не имея всё же прочной опоры в церковных кругах Испании и Септимании, Вамба стремился противопоставить друг другу две части церкви, более опираясь на церковь Галисии. Впрочем, оба собора занимались преимущественно богословскими и внутрицерковными вопросами, в частности, решительно выступили против практики покупки и продажи епископских постов и ограничивая имущественные притязания епископов. О снижении уровня квалификации вестготского епископата вследствие его политизации говорит тот факт, что XI Толедский собор был вынужден утвердить канон о поддержании порядка во время заседаний. Тот же собор предписал лишать сана и отлучать от церкви тех епископов, которые предавались распутству с женщинами — родственницами знатных людей. Характерно, что ни на том, ни на другом соборе не присутствовали светские вельможи. Власть Вамбы была столь сильна, что он мог действовать без особой оглядки на церковные круги, отдавая созывами Толедского и Брагского соборов в какой-то степени лишь дань уважения церкви, но в то же время противопоставляя друг другу две группы иерархов и тем самым ослабляя их влияние.
Вскоре после этого собора, в декабре того же 675 года, им были одновременно изданы два закона, ограничивавшие всевластие епископов. Один из них запрещал епископам захватывать сельские церкви и монастыри, которые присоединялись к имуществу епископской церкви или передавались другим лицам, связанным с епископами; закон не только запрещал впредь такие операции, но и распространялся на те, которые были совершены в течение последних 30 лет. Другим законом Вамба запретил браки между свободными и церковными вольноотпущенниками, так как дети, рождённые в таких союзах, автоматически становились церковными вольноотпущенниками и не платили государству налогов. Ясной целью этих законов было, с одной стороны, ограничение всевластия епископов на местах, а с другой — пополнение королевской казны.
Как и Хиндасвинт, Вамба ставил своей целью максимальное укрепление королевской власти, что можно было сделать только за счёт ограничения могущества знати. Но если Хиндасвинт сумел использовать церковь как одно из орудий достижения этой цели, то Вамба оттолкнул от себя и её. И это скоро сказалось на судьбе самого короля.

### Свержение Вамбы

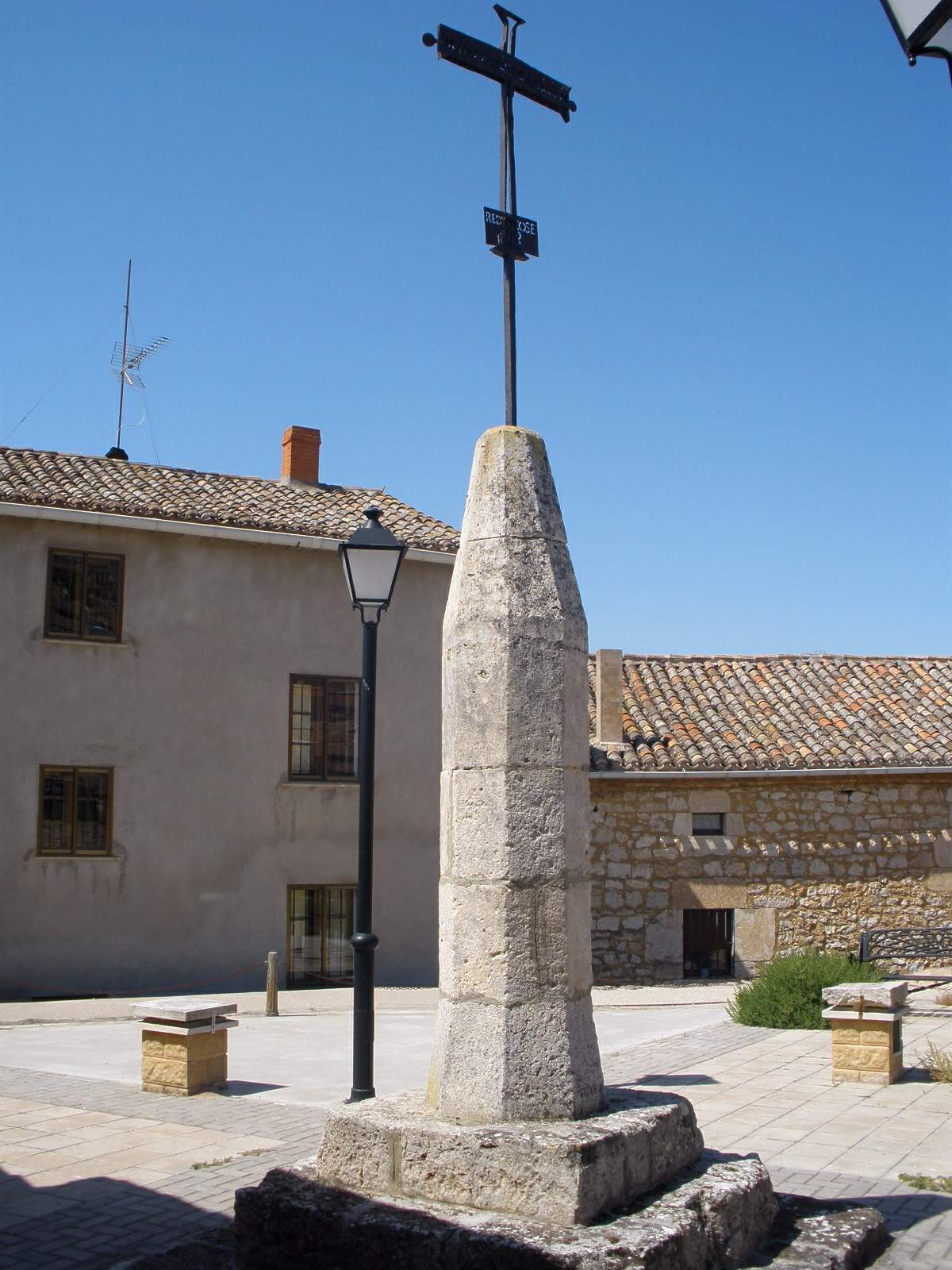
Пампльега. Памятный крест на могиле короля Вамбы, в том месте, где находился монастырь Святого Викентия (ныне несуществующий)

В январе 680 года умер митрополит Толедо Квирик, занимавший этот пост в течение 13 лет и явно вполне короля устраивающий, и его преемником стал Юлиан. Прекрасно по тем временам образованный, Юлиан был и писателем, написавшем позже «Историю Вамбы», в которой в лице этого короля представил образ идеального монарха. Но пока что Юлиан оказался не только в центре придворных интриг, но и фактически если не инициатором, то одним из самых активных участников заговора против Вамбы.
Централизаторская политика Вамбы, его стремление укрепить королевскую власть вызвало недовольство и светской, и духовной знати. Это недовольство вылилось в заговор. Правление Вамбы было насильственно прервано осенью 680 года. Эрвиг, сын византийца Ардабаста, прибывшего в Испанию при Хиндасвинте и женившегося на родственнице этого короля Гласвинде, поднёс Вамбе напиток из саротамнуса. В результате отравления Вамба потерял сознание. Так как создавалось полное впечатление, что король с минуты на минуту умрёт, его соборовали и по вестготскому обычаю надели на него монашескую одежду. Тем самым он переходил в духовное звание и лишался возможности править страной. Когда через несколько часов Вамба очнулся, его принудили подписать отречение от престола и отослали его в монастырь Пампльега, где он, согласно «Хронике Альфонсо III» прожил ещё 7 лет и 3 месяца и, таким образом, должен быть умереть в начале 688 года. Однако из актов XIII Толедского собора открытого 4 ноября 683 года Вамба известен как уже к этому времени усопший. «Хроника вестготских королей» также отмечает, что Вамба скончался 14 октября 680 года.. Да и сама «Хроника Альфонсо III», путаясь в своих же показаниях, говорит, что смерть Вамбы наступила в 681 году. Видимо, изречение «Хроники Альфонсо III» о ещё долгой жизни Вамбы в монастыре является вымыслом.
Нет, однако, сомнения, что под видом добровольного отречения короля произошёл переворот, и попытка Вамбы вернуться к власти была резко пресечена. Этот переворот стал победой не только одной придворной группировки, но и вообще знати над королевской властью. Вамба оказался последним вестготским королём, который попытался укрепить государство и свою власть за счёт светской и духовной знати. И переворот 680 года означал крах этой попытки.
Вамба правил 8 лет, 1 месяц и 14 дней.
Король Вамба был похоронен в монастыре Святого Викентия в Пампльеге. Его останки находились там до XIII века, когда Альфонсо X Мудрый приказал перенести их в церковь Святой Леокадии, расположенной рядом с Алькасаром в Толедо. Туда же были перенесены и останки короля Реккесвинта. Во время Войны за независимость Испании могилы, где покоились останки обоих, монархов были осквернены французскими войсками.
В 1845 году останки обоих монархов были переданы в Толедский собор и захоронены в главном зале ризницы собора, где и остаются на сегодняшний день.

## Интересные факты
Испанское выражение «во времена короля Вамбы» равносильно русскому — «при царе Горохе», то есть в незапамятные времена.